# Janez Brodar
Janez (Ivan) Brodar, slovenski politik, * 1. julij 1885, Hrastje, † 22. marec 1969, Špital ob Dravi, Avstrija.
Leta 1908 je postal predsednik okrajne Kmečke zveze za kranjski okraj, 1919 pa načelnik centralnega odbora Jugoslovanske kmečke zveze. Leta 1918 je bil poslan v Narodno predstavništvo, na skupščinskih volitvah 1920, 1923, 1925 in 1927 pa je bil nato redno izvoljen na listi SLS. V zvezi s t. i. šenčurskimi dogodki je bil obsojen na večletno ječo. 14. avgusta 1935 je skupaj z drugimi prvaki nekdanje SLS podpisal prijavo za pristop k JRZ. Bil je načelnik stanovske, strokovne in kulturne organizacije slovenskih kmetov Jugoslovanske kmetske zveze za Dravsko banovino, ki jo je banska uprava decembra 1931 razpustila zaradi opozicijske drže do takratnega režima. 22. decembra 1935 so ga na ustanovnem občnem zboru njene naslednice Kmečke zveze (KZ) izvolili za njenega načelnika. Bil je tudi imenovan za banskega svetnika. Ob skupščinskih volitvah 1938 je bil izvoljen na Stojadinovičevi listi. Med drugo svetovno vojno je bil organizator domobranstva na Gorenjskem in bil poleti 1944 predsednik pokrajinskega odbora domobranstva za Gorenjsko. Ob koncu vojne se je umaknil v tujino.